# George Benson

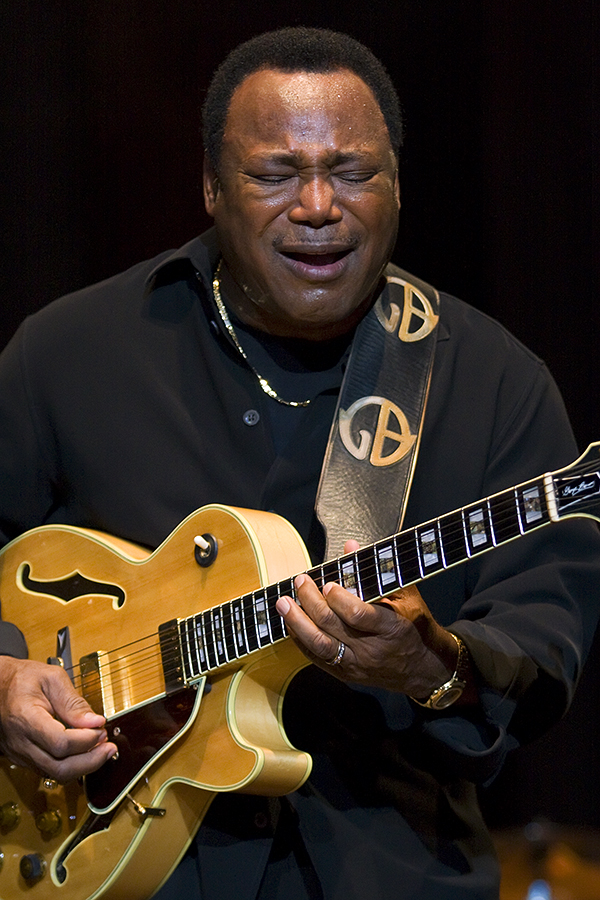
George Benson, 2009

George Benson (* 22. März 1943 in Pittsburgh, Pennsylvania) ist ein US-amerikanischer Jazz- und Fusion-Gitarrist und Sänger. Seine größten kommerziellen Erfolge feierte er in den späten 1970er und frühen 1980er Jahren, als er seinen Stil in Richtung Soul, Disco und Pop änderte. In jenen Jahren wurde er mit acht Grammys ausgezeichnet, zwei weitere folgten 2007. Zu seinen größten Hits zählen This Masquerade (1976), On Broadway (1978), Give Me the Night (1980) und Turn Your Love Around (1981), die die Top-10 der US-Single-Charts erreichten.

## Leben
Benson begann seine Musikerkarriere bereits im Alter von acht Jahren, als er in Nachtclubs als Sänger auftrat. 1960 gründete er eine Rockband, in der er Gitarre spielte und sang. 1964 spielte er zusammen mit „Brother“ Jack McDuff seine ersten Schallplattenaufnahmen ein (The New Boss Guitar).
Beeinflusst von Charlie Christian und vor allem Wes Montgomery kam er Mitte der 1960er Jahre zum Jazz. Er spielte mit Größen wie Miles Davis (Album: Miles in the Sky) oder als Sideman für Lou Donaldson und entwickelte sich zu einem anerkannten Jazzgitarristen. Anfang der 1970er Jahre nahm er eine Reihe viel beachteter Platten mit starkem Funkeinfluss für Creed Taylors CTI-Label auf, bevor er 1976 zu Warner Brothers wechselte und mit dem Vokal-Track This Masquerade von der Platte Breezin’ einen Millionenhit landete. Nach dem Album und dem darauf enthaltenen gleichnamigen Titel benannte er Ende der 1970er Jahre auch seinen eigenen Jazzclub „Breezin Lounge“ in Harlem.

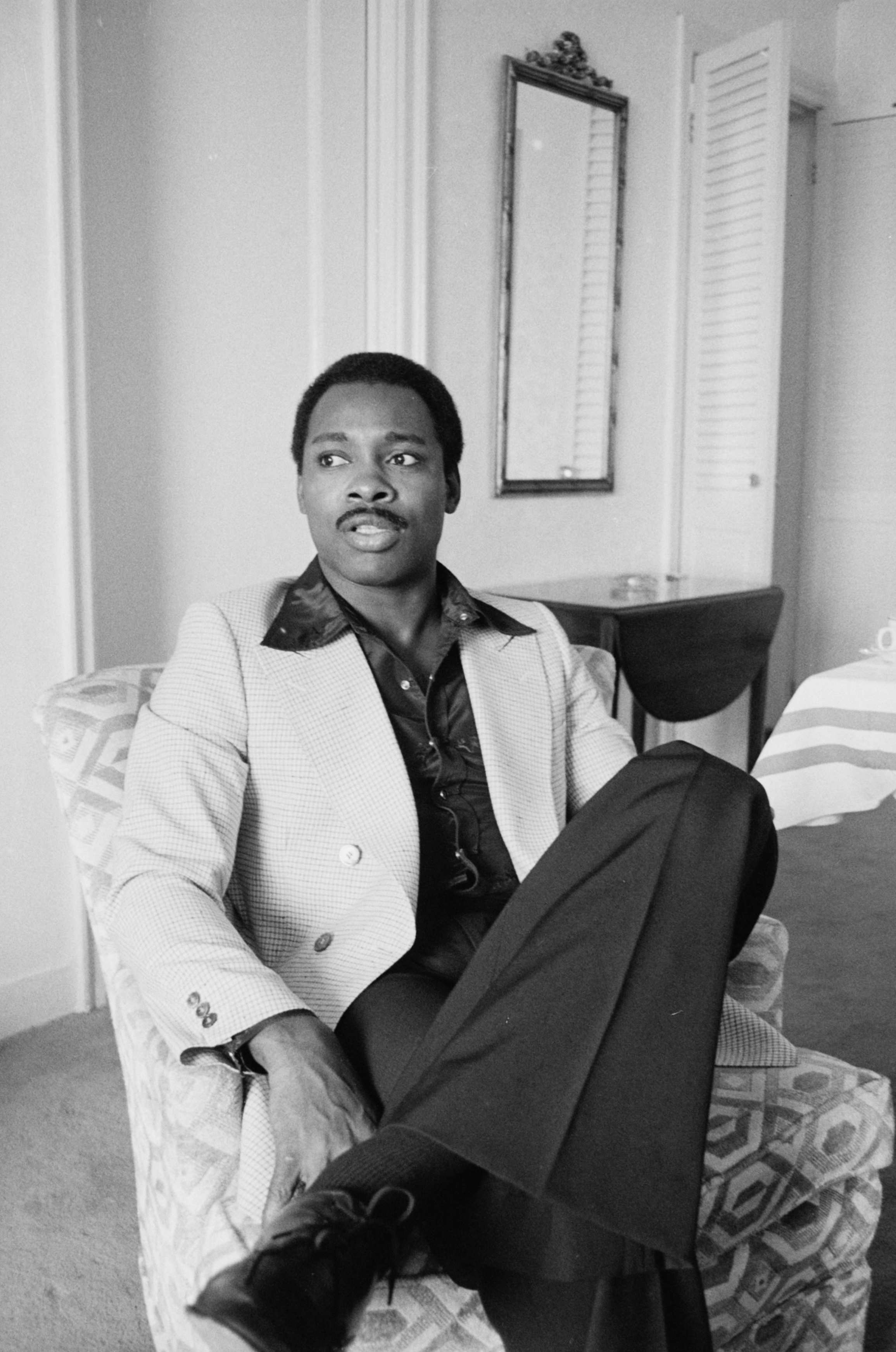
George Benson, New York 1977

Im weiteren Verlauf seiner Laufbahn veröffentlichte er eine Reihe oft formelhafter Jazz-Pop- und Soul-Platten, mit denen er an diesen kommerziellen Erfolg anknüpfte. Erfolgreich war er 1979 mit dem Song On Broadway, der im Film All That Jazz (Hinter dem Rampenlicht) zu hören war. Seinen beiden größten Hits Give Me the Night (1980) und Turn Your Love Around (1981) waren vom Disco-Stil jener Jahre beeinflusst und erreichten die Top-5 der US-Pop-Charts. Darüber hinaus platzierten sich diese Songs aber auch weit oben in den R&B-, Disco- und Adult-Contemporary-Hitlisten. Seine Bilanz in den R&B-Charts ist besonders beeindruckend: Hier gelangen ihm über 25 Hits.
Benson tritt aber auch immer wieder als virtuoser Jazzgitarrist in Erscheinung. Bezeichnend ist für ihn neben seinem besonderen Solostil auch sein Unisono Scatgesang in Begleitung seiner Soli. Am 9. März 1995 trat Benson bei einer Aftershow von Prince im Astoria in London als musikalischer Gast auf.
In einem Interview des Time-Magazins mit der „Queen of Soul“ Aretha Franklin antwortete diese 2010 auf die Frage, welche ihre denkwürdigste Zusammenarbeit gewesen sei, mit dem Namen „George Benson“. Das Duett Love All the Hurt Away hatte 1981 die Top-10 der US-R&B-Charts erreicht.
George Benson ist bekennender Zeuge Jehovas.

## Benutzte Gitarrentypen
Als Jazzgitarrist spielte und spielt Benson überwiegend auf Vollresonanz-Gitarren und .012-Zoll-Stahlsaiten mit Flachdrahtumwicklung (Flatwounds). Anfangs spielte er mit Gibson-Modellen, was auch an der „Gibson Super 400“ auf dem Plattencover von „George Benson and Jack McDuff“ ersichtlich ist, bis seine Kooperation mit dem japanischen Hersteller Ibanez Mitte der 1970er Jahre begann. Ibanez baute ihm die 1978 als GB-10 vermarktete Vollresonanzgitarre, die über einen schlankeren Korpus als die bisherigen Jazzgitarren verfügte. Später kam die voluminösere GB-20 und anschließend die GB-30. Der Unterschied der Modelle war unter anderem, dass die GB-10 zwei sogenannte floating Mini-Humbucker-Tonabnehmer besaß, die GB-20 einen Fullsize-Humbucker und einen größeren Korpus und schließlich die GB-30 zwei Fullsize-Humbucker und einen Halbresonanzkorpus nach Gibson ES-335-Vorbild. Zum zwölften Jubiläum ihrer Zusammenarbeit baute Ibanez 1990 die GB-12. Das war eine GB-10 mit tieferem Korpus und aufwendigeren Intarsien im Griffbrett und in der Kopfplatte. Außerdem waren Decke, Zargen und Boden aus Riegelahorn. Heutzutage werden neben der inzwischen klassischen GB-10 die Varianten GB-15 und GB-200 angeboten. Sämtliche Benson-Modelle verfügen über eine Mensur von 24,75 Zoll (628 mm). Benson war einer der ersten Jazzgitarristen, der zu Zeiten der Gibson-Dominanz einem japanischen Hersteller zu Ansehen unter Gleichgesinnten verhalf.

## Auszeichnungen
George Benson erhielt die Jazz Masters Fellowship für das Jahr 2009. Die mit 25 000 US-Dollar dotierte Anerkennung der staatlichen NEA-Stiftung ist die höchste Auszeichnung für Jazzmusiker in den USA.

## Diskografie
Studioalben

| Jahr | Titel                                   | Höchstplatzierung, Gesamtwochen, AuszeichnungChartplatzierungen (Jahr, Titel, Platzierungen, Wochen, Auszeichnungen, Anmerkungen) | Höchstplatzierung, Gesamtwochen, AuszeichnungChartplatzierungen (Jahr, Titel, Platzierungen, Wochen, Auszeichnungen, Anmerkungen) | Höchstplatzierung, Gesamtwochen, AuszeichnungChartplatzierungen (Jahr, Titel, Platzierungen, Wochen, Auszeichnungen, Anmerkungen) | Höchstplatzierung, Gesamtwochen, AuszeichnungChartplatzierungen (Jahr, Titel, Platzierungen, Wochen, Auszeichnungen, Anmerkungen) | Höchstplatzierung, Gesamtwochen, AuszeichnungChartplatzierungen (Jahr, Titel, Platzierungen, Wochen, Auszeichnungen, Anmerkungen) | Höchstplatzierung, Gesamtwochen, AuszeichnungChartplatzierungen (Jahr, Titel, Platzierungen, Wochen, Auszeichnungen, Anmerkungen) | Höchstplatzierung, Gesamtwochen, AuszeichnungChartplatzierungen (Jahr, Titel, Platzierungen, Wochen, Auszeichnungen, Anmerkungen) | Anmerkungen |
| Jahr | Titel                                   | DE | AT | CH | UK | US | R&B | Jazz | Anmerkungen |
| ---- | --------------------------------------- | --- | --- | --- | --- | --- | --- | --- | --- |
| 1969 | Shape of Things to Come                 | — | — | — | — | — | R&B38 (2 Wo.)R&B | — | Erstveröffentlichung: April 1969 Produzent: Creed Taylor |
| 1969 | Tell It Like It Is                      | — | — | — | — | US145 (3 Wo.)US | R&B43 (3 Wo.)R&B | — | Erstveröffentlichung: Juli 1969 Produzent: Creed Taylor |
| 1974 | Bad Benson                              | — | — | — | — | US78 (19 Wo.)US | — | — | Erstveröffentlichung: Oktober 1974 Produzent: Creed Taylor |
| 1976 | Breezin’                                | — | — | — | UK— SilberUK | US1 ×3Dreifachplatin · (78 Wo.)US                                                                                                 | R&B1 (46 Wo.)R&B | — | Erstveröffentlichung: April 1976 Grammy (Instrumental Pop) Produzenten: Tommy LiPuma, Noel Newbolt                                                                                          |
| 1976 | Good King Bad                           | — | — | — | — | US51 (16 Wo.)US | R&B18 (18 Wo.)R&B | — | Erstveröffentlichung: Juni 1976 Produzent: Creed Taylor |
| 1976 | Benson & Farrell                        | — | — | — | — | US100 (8 Wo.)US | R&B27 (8 Wo.)R&B | — | Erstveröffentlichung: Oktober 1976 mit Joe Farrell Produzent: Creed Taylor |
| 1976 | The Other Side of Abbey Road            | — | — | — | — | US125 (8 Wo.)US | — | — | Erstveröffentlichung: Juni 1970 Wiederveröffentlichung: Juli 1976 Produzent: Creed Taylor                                                                                                   |
| 1977 | In Flight                               | — | AT21 (4 Wo.)AT | — | UK19 Silber · (23 Wo.)UK | US9 Platin · (35 Wo.)US | R&B2 (28 Wo.)R&B | — | Erstveröffentlichung: Januar 1977 Produzenten: Tommy LiPuma, Noel Newbolt |
| 1979 | Livin’ Inside Your Love                 | — | — | — | UK24 (14 Wo.)UK | US7 Gold · (26 Wo.)US | R&B4 (26 Wo.)R&B | — | Erstveröffentlichung: März 1979; Doppelalbum Produzent: Tommy LiPuma |
| 1980 | Give Me the Night                       | — | — | — | UK3 Platin · (40 Wo.)UK | US3 Platin · (38 Wo.)US | R&B1 (37 Wo.)R&B | — | Erstveröffentlichung: Juli 1980 Produzent: Quincy Jones |
| 1983 | In Your Eyes                            | DE42 (4 Wo.)DE | — | — | UK3 Platin · (53 Wo.)UK | US27 Gold · (35 Wo.)US | R&B6 (33 Wo.)R&B | Jazz1 (… Wo.)Jazz | Erstveröffentlichung: Juni 1983 Produzent: Arif Mardin |
| 1985 | 20/20                                   | DE40 (7 Wo.)DE | AT29 (2 Wo.)AT | CH24 (5 Wo.)CH | UK9 Gold · (19 Wo.)UK | US45 Gold · (32 Wo.)US | R&B20 (24 Wo.)R&B | Jazz3 (47 Wo.)Jazz | Erstveröffentlichung: Januar 1985 Produzenten: Russ Titelman, Michael Masser |
| 1986 | While the City Sleeps …                 | DE48 (6 Wo.)DE | — | — | UK13 Gold · (27 Wo.)UK | US77 (24 Wo.)US | R&B21 (27 Wo.)R&B | Jazz8 (21 Wo.)Jazz | Erstveröffentlichung: September 1986 Produzenten: Narada Michael Walden, Robbie Buchanan, Tommy LiPuma                                                                                      |
| 1987 | Collaboration                           | — | — | CH22 (2 Wo.)CH | UK47 (6 Wo.)UK | US59 Gold · (31 Wo.)US | R&B28 (22 Wo.)R&B | — | Erstveröffentlichung: Juni 1987 mit Earl Klugh Produzent: Tommy LiPuma |
| 1988 | Twice the Love                          | DE35 (6 Wo.)DE | — | CH29 (1 Wo.)CH | UK16 Silber · (10 Wo.)UK | US76 (10 Wo.)US | R&B17 (26 Wo.)R&B | — | Erstveröffentlichung: 6. September 1988 Produzenten: Preston Glass, Jay Graydon, Tommy LiPuma, Dennis Lambert, David Lewis, Wayne Lewis, George Benson, Barry J. Eastmond, Wayne Brathwaite |
| 1989 | Tenderly                                | — | AT26 (2 Wo.)AT | — | UK52 (3 Wo.)UK | US140 (6 Wo.)US | — | Jazz1 (29 Wo.)Jazz | Erstveröffentlichung: Juli 1989 Produzent: Tommy LiPuma |
| 1990 | Big Boss Band                           | — | — | — | — | — | — | Jazz3 (17 Wo.)Jazz | Erstveröffentlichung: Oktober 1990 feat. Count Basie Orchestra Produzent: George Benson |
| 1993 | Love Remembers                          | DE— GoldDE | — | — | — | — | R&B50 (23 Wo.)R&B | — | Erstveröffentlichung: Juni 1993 Produzenten: Bob James, Charlie Wallert, David Gamson, Gary Henry, George Benson, Jimmy George, Stewart Levine                                              |
| 1996 | That’s Right                            | — | — | — | UK61 (2 Wo.)UK | US150 (10 Wo.)US | R&B33 (20 Wo.)R&B | — | Erstveröffentlichung: Juni 1996 Produzenten: Ricky Peterson, Tommy LiPuma, Joe Mardin, Jean-Paul Maunick, Robbie Buchanan                                                                   |
| 1998 | Standing Together                       | — | — | — | — | — | R&B47 (17 Wo.)R&B | — | Erstveröffentlichung: Juni 1998 Produzenten: Kenny „Dope“ Gonzalez, Little Louie Vega, Paul Brown                                                                                           |
| 2000 | Absolute Benson                         | — | — | — | UK77 (1 Wo.)UK | US125 (3 Wo.)US | R&B24 (11 Wo.)R&B | — | Erstveröffentlichung: Mai 2000 Produzenten: Kenny „Dope“ Gonzalez, Louie Vega, Tommy LiPuma                                                                                                 |
| 2004 | Irreplaceable                           | — | — | — | UK58 (2 Wo.)UK | US195 (1 Wo.)US | R&B22 (10 Wo.)R&B | Jazz3 (36 Wo.)Jazz | Erstveröffentlichung: Januar 2004 Produzenten: Hakim Bell, Joe Thomas, Joshua Paul Thompson, William Irving                                                                                 |
| 2006 | Givin’ It Up                            | DE59 (5 Wo.)DE | AT30 (5 Wo.)AT | — | — | US58 (7 Wo.)US | R&B14 (20 Wo.)R&B | Jazz1 (75 Wo.)Jazz | Erstveröffentlichung: 24. Oktober 2006 mit Al Jarreau Produzenten: John Burk, Michael Broening, Freddie Ravel                                                                               |
| 2009 | Songs and Stories                       | — | — | — | — | US96 (3 Wo.)US | R&B15 (10 Wo.)R&B | Jazz1 (44 Wo.)Jazz | Erstveröffentlichung: 25. August 2009 Produzenten: Marcus Miller, Forest Sprague, Michael O’Neill, Toninho Horta, John Burk                                                                 |
| 2011 | Guitar Man                              | — | — | — | — | US195 (1 Wo.)US | — | Jazz1 (36 Wo.)Jazz | Erstveröffentlichung: 4. Oktober 2011 Produzent: John Burk |
| 2013 | Inspiration: A Tribute to Nat King Cole | — | — | — | UK80 (1 Wo.)UK | US89 (1 Wo.)US | — | Jazz4 (17 Wo.)Jazz | Erstveröffentlichung: 4. Juni 2013 Produzenten: John Burk, Randy Waldman |
| 2019 | Walking to New Orleans                  | — | AT70 (1 Wo.)AT | — | — | — | — | — | Erstveröffentlichung: 26. April 2019 |

grau schraffiert: keine Chartdaten aus diesem Jahr verfügbar